# Nagai Kafū

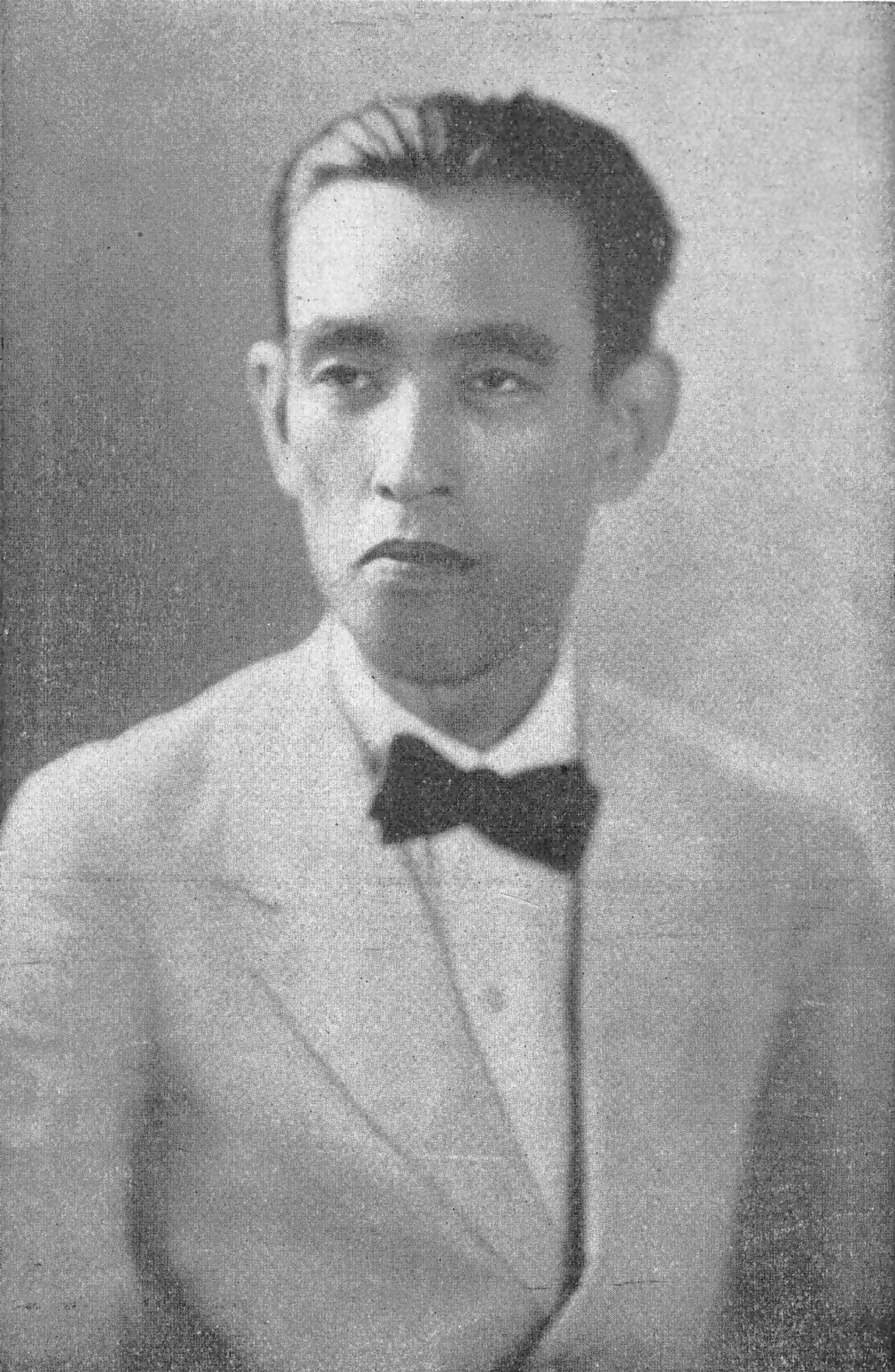
Nagai im Jahre 1927

Nagai Kafū (jap. 永井 荷風, eigentlich: Nagai Sōkichi, jap. 永井 壮吉; * 3. Dezember 1879 in Tokio; † 30. April 1959 in Ichikawa) war ein japanischer Erzähler, Dramatiker, Essayist und Verfasser von Tagebüchern.

## Leben
Nagai war Sohn einer wohlhabenden Tokioter Kaufmannsfamilie. Aus einer Samurai-Familie abstammend wurde sein Vater während der Edo-Zeit Beamter und Geschäftsmann. Nagai hatte drei Brüder und eine Schwester. Ab 1896 studierte er klassische japanische Literatur und Chinesisch. 1898 begann Nagai Kurzgeschichten zu schreiben; die ersten veröffentlichte er 1900. 1901 arbeitete Nagai kurze Zeit als Zeitungsreporter und begann Französisch zu studieren. Nagai wurde 1903 aus geschäftlichen Gründen von seinem Vater auf eine Reise nach Amerika geschickt. Nagai interessierte sich nicht für das Geschäft seiner Familie, sondern suchte eigene Lebenserfahrungen, die er frühzeitig in kritischen Schriften verwertete. Er reiste quer durch die USA: Tacoma und Seattle, Washington, D.C. und St. Louis. 1905 ging Nagai nach New York und begann dort als Angestellter einer japanischen Bank zu arbeiten. 1907 reiste Nagai nach Paris, Lyon und London und kehrte anschließend nach Japan zurück.
Die wesentlichen Ergebnisse seiner im Ausland verbrachten Jahre sind zwei unter Einflüssen von Maupassant und Musset entstandene Bände von Kurzgeschichten und Skizzen.
Nagai war Professor für Literatur an der Keiō-Universität und lebte seit 1916 als freier Schriftsteller. Zwischen 1921 und 1937 erschienen nur wenige Arbeiten Nagais. Mehrere seiner Arbeiten, die im Krieg nicht erscheinen durften, wurden erst nach der Niederlage Japans veröffentlicht.
1952 wurde Nagai für sein Werk mit dem Kulturorden ausgezeichnet.

## Werk
Nagai schrieb Novellen, Erzählungen, Essays, Tagebücher. Er gilt mit seinen Arbeiten als einer der feingeistigen, leisen, aber nicht unpolitischen Autoren des 20. Jahrhunderts. In Ähnlichkeit mit Oscar Wilde war Nagai ein früher Beobachter und Berichterstatter Japans im Ausland. Er wollte genau sehen, was der westliche Einfluss bewirkte, indem er seine Quellen studierte. Den ersten Kulturschock nach seiner Ankunft in Amerika hatte Nagai bald überwunden. Als er 1908 nach Japan zurückkehrte, war er ein junger Autor, der sein Selbst und das Wesen der japanischen Kultur durch die Aufenthalte in der Fremde erkannt hatte. Die Werte seiner Heimat wurden dabei durch den westlichen Einfluss auf eine harte Probe gestellt.
Das große literarische Thema von Nagai ist die sich wandelnde Stadt der Moderne; Sehnsucht nach dem Edo, dem Tokio der Vergangenheit, die Abneigung gegen das verwestliche Tokio der Gegenwart, die Liebe zu den Halbausgestoßenen, den Geishas und ihren Schmarotzern, die es fertig gebracht haben, sich ein wenig von der Edo-Zeit zu bewahren. Seine Arbeiten sind bezeichnend für die Lebensbeschreibung der frühen Jahre des 20. Jahrhunderts in Tokio, insbesondere seine Beschreibungen von Geishas, Prostituierten, Tänzerinnen und anderen am Rande der Gesellschaft stehenden Menschen.
Das Meisterwerk seiner letzten Jahre, Die Romanze östlich des Sumidagawa (oder: Eine seltsame Geschichte östlich vom Fluss), erschien 1937 in 35 Folgen in der Tageszeitung Asahi Shimbun, zur Zeit des chinesisch-japanischen Krieges.
Nagai gehört zu den größten Tagebuchschreibern des 20. Jahrhunderts. In Japan steht er in der alten, tausendjährigen Tradition des literarischen Tagebuchs, das er zu einem neuen Höhepunkt führte. Täglich unternahm Nagai Streifzüge, stets mit einem kritischen Blick auf Gassen, die von anderen Schriftstellern eher gemieden wurden. In Tokio geboren, ist Nagai, in mancherlei Hinsicht ein Flaneur im Sinne Baudelaires und Manets, dennoch im Tokio seiner Zeit nicht eigentlich mehr beheimatet; er ist zum Fremden geworden, der seine Stadt immer mehr mit dem distanzierenden, reflektierenden Blick des Fremden durchwandert. Nagai setzte sein Tagebuchschreiben bis zu seinem Tod 1959 fort.
Die Ausgabe seiner gesammelten Werke, herausgegeben von Iwanami Shoten in den 1990er Jahren, umfasst 30 Bände.

## Werke (Auswahl)
- あめりか物語, Amerika Monogatari ("Amerikanische Geschichten"), 1908
- 腕くらべ, Ude Kurabe ("Rivalisierende Geishas"), 1916–1917
- 濹東綺譚, Bokutō Kidan, 1937
  - dt.: Romanze östlich des Sumidagawa, übersetzt von Barbara Yoshida-Krafft. Insel 1993. ISBN 978-3-458-16078-6
- 断腸亭日乗, Danchōtei Nichijō (Tagebücher), 1917–1959
- Tagebuch. Das Jahr 1937, übersetzt von Barbara Yoshida-Krafft. Iudicium, München 2003. ISBN 978-3-89129-119-1
- Geliebtes Gesicht (Erzählung), in: Marianne Bretschneider (Hrsg.), Mond auf dem Wasser, Verlag Volk und Welt, Berlin 1972
- Feinschmecker, Friedhofsbesuche (2 Erzählungen), in: Josef Bohaczek, Barbara Yoshida-Krafft (Hrsg.), ... weil gerade Frühling war, Iudicium, München 2002. ISBN 978-3-89129-052-1
- Ihr Geliebter (Erzählung), übersetzt von Kurt Meißner, in: Oscar Benl (Hrsg.), Eine Glocke in Fukagawa, Horst Erdmann Verlag, Herrenalb 1964
- Die Wüste (Erzählung), übersetzt von Martin Thomas und Stephan Köhn, in: Hefte für Ostasiatische Literatur, Nr. 69 (November 2020), S. 104–114, Iudicium, München 2020